# Papa Alioune Ndiaye
Papa Alioune „Badou“ Ndiaye (* 27. Oktober 1990 in Dakar) ist ein senegalesischer Fußballspieler, der seit Juli 2021 bei Aris Thessaloniki unter Vertrag steht.

## Karriere

### Verein
Ndiaye startete seine Profikarriere bei Diambars FC. Von diesem Verein wurde er 2012 an den norwegischen Klub FK Bodø/Glimt ausgeliehen. 2013 wechselte er samt Ablöse zu diesem Verein.
Zur Saison 2015/16 wechselte Ndiaye in die türkische Süper Lig zum Aufsteiger Osmanlıspor FK. Bei diesem Verein etablierte er sich auf Anhieb als Stammspieler und Leistungsträger und führte die Torschützenliste der Süper Lig an.
Am 3. August 2017 gab der türkische Rekordmeister Galatasaray die Verpflichtung des Mittelfeldspielers bekannt. Die Transfersumme beträgt 7,5 Millionen €, die nach dem 25. bzw. 50. Einsatz für den Verein um jeweils 500.000 € angestiegen wäre. Für den Vierjahresvertrag ist ein Grundgehalt von 2,75 Mio. € unterschrieben worden. Ndiaye wechselte am 31. Januar 2018 zu Stoke City. Galatasaray erhielt eine Ablöse in Höhe von 16 Millionen Euro. Zum Ende der Sommertransferperiode 2018 kehrte Ndiaye leihweise zurück zu Galatasaray Istanbul. Anfang 2020 wechselte er leihweise bis zum Saisonende zu Trabzonspor. Im Anschluss folgten weitere halbjährige Leihen – zu Fatih Karagümrük SK und al-Ain Club. Im Juli 2021 lief sein Vertrag bei Stoke City aus und der Senegalese wechselte zu Aris Thessaloniki.

### Nationalmannschaft
Ndiaye startete seine Nationalmannschaftskarriere 2014 mit einem Einsatz für die senegalesische U-23-Nationalmannschaft. 2015 debütierte er dann für die senegalesische Nationalmannschaft.
Für die WM 2018 in Russland wurde Ndiaye von Aliou Cissé in den Kader berufen. Er kam lediglich im zweiten Gruppenspiel, dem 2:2 gegen Japan, zum Einsatz.

## Erfolge
Galatasaray Istanbul
- Türkischer Meister: 2018/19
- Türkischer Pokalsieger: 2018/19

Trabzonspor
- Türkischer Pokalsieger: 2019/20

## Trivia
Ndiaye sorgte im Frühjahr 2020 durch einen Videoclip für Aufsehen, der ihn beim Verspeisen einer von Trainer Hüseyin Çimşir gereichten Notiz zeigt.